# Toma, Burkina Faso
Toma este un oraș din Burkina Faso. Are rol de reședință a provinciei Nayala din regiunea Boucle du Mouhoun.